# Lymantria sakaguchii
Lymantria sakaguchii är en fjärilsart som beskrevs av Matsumura 1927. Lymantria sakaguchii ingår i släktet Lymantria och familjen tofsspinnare. Inga underarter finns listade i Catalogue of Life.